# 光原エミカ
光原 エミカ（みつはら エミカ、1945年10月20日- ）は、日本の俳優、歌手で宝塚歌劇団卒業生、元月組トップスター。
神奈川県横浜市出身。宝塚歌劇団時代の芸名は大 滝子（だい たきこ）。本名、小倉輝美。愛称だいちゃん。身長（現在の公称）160センチ、法政大学女子高等学校卒業。会社役員。

## 経歴
1963年、宝塚音楽学校を首席で卒業、49期生。初舞台公演は星組公演『花詩集-1963年』。同期に榛名由梨、郷ちぐさらがいる。
大滝子の芸名は日本のバレエの権威大滝愛子から命名された。1964年12月1日に雪組配属になっていたが、月組へ組替えとなる。
1971年、NHK総合テレビジョン『天下御免』にてテレビデビュー。
1973年、月組トップ古城都の退団を受け、同期生の榛名由梨と共にトップスターに就任。男役としては、比較的小柄で華奢な体格ゆえ男役らしさを造形することに苦労したと、後年本人が各種メディアのインタビューなどで語っている。
1974年、2月公演「白い朝/ロマン・ロマンチック」トップ披露公演。
同年、9月公演「秋扇抄/ベルサイユのばら」ｰ 初演『ベルばら』で、主役のフェルゼンを好演。この作品が好評を博し、空前の大ヒットとなった。以来再演を繰り返し、ベルばらブームの到来となる。2014年には通算観客数500万人を記録、宝塚歌劇団史上最大のヒット作となっている。
1975年、1月公演「春鶯囀/ラビング・ユー」芝居は専科から春日野八千代が特別出演して主演したためショーのみの主演。
同年、3月「春の宝塚踊り/ラムール・ア・パリ」主演。なお榛名が花組へ（同男役トップスターとして）異動、以後退団まで月組男役トップは大の単独体制となった。
同年、10月-11月「恋こそ我がいのち/イマージュ」主演。
1976年、フジテレビ『3時のあなた』の番組内で退団を発表。
同年5月14日-6月22日「スパーク&スパーク/長靴をはいた猫」宝塚大劇場公演千秋楽をもち、宝塚歌劇団を退団。宝塚退団後、「武田信玄」準レギュラー、「信長」準レギュラー、「青春家族」など女優としてテレビドラマ・映画などへの出演ほか、歌手活動を続ける。ことにディナーショー、リサイタルなど音楽活動に重点を置いた活動をしている。
1982年からほぼ毎年、ディナーショーやチャリティーショーを開催。
一時期、「大 多貴子」（だい たきこ、1988年当時）など芸名を変更していた時があった。
2016年、芸能生活53年。40年間続けて来たディナーショーも現在帝国ホテル、ホテルヒルトン東京お台場で毎年行い続けている

## 宝塚歌劇団時代の主な舞台
- ｢花詩集｣ 初舞台 (星組、1963年3月26日 - 4月29日 宝塚大劇場)
- ｢なよたけの恋｣ 杉知 ｢ラ・グラナダ｣ ドミンゴ - (新人公演 ) (星組、1965年10月30日 - 11月30日 宝塚大劇場)
- オペレッタ｢春風とバイオリン｣ フランク (雪組、1966年4月28日 - 5月31日 宝塚大劇場)
- ｢忘れじの歌｣ ヘンリー ｢タカラジェンヌに乾杯｣ (雪組、1967年3月2日 - 3月23日 宝塚大劇場)
- ｢花のオランダ坂｣ ｢シャンゴ (宝塚歌劇) ｣ (雪組 1967年9月1日 - 9月28日 宝塚大劇場)
- ｢ウェストサイド物語｣ チノ (月、雪組合同、1968年8月1日 - 9月1日、1969年3月1日 - 3月25日 宝塚大劇場) (新人公演トニー役) 本役 古城都
- ｢怒濤の果て｣ 魔王丸 ｢アリア・イン・ジャズ｣ 歌う男 （月組、1969年7月5日 ‐ 8月5日、宝塚大劇場）
- ｢纏おけさ｣ ｢嵐が丘｣ - (新人公演) (月組、1969年10月31日 - 11月29日、宝塚大劇場)
- ｢鴎よ波涛を越えて ｣｢青春のプレリュード｣ 歌う男（月組、1970年9月2日 - 9月30日、宝塚大劇場）
- ｢ドン・ホセの一生｣ ツニガ大尉 ｢タイム・マップ｣ (月組、1971年2月27日 - 3月24日、宝塚大劇場)
- ｢川は光る ｣歌う男 ｢人魚姫｣-アンデルセンの童話より （月組、1971年7月1日 - 7月29日、宝塚大劇場）
- ｢ゴールド・ヒル｣ 国之介 ｢ハレルヤ｣歌手（月組、1971年12月2日 - 12月26日、宝塚大劇場）
- ｢蒼き湖 ｣リボール王子 ｢グラン・ソレイユ｣ 歌う青年（月組、1972年7月29日 - 8月31日、宝塚大劇場）
- ｢鼓よ空に響け ｣音若 ｢愛のラプソディ ｣ 砂の歌手（月組、1973年3月1日 - 3月22日、宝塚大劇場）
- ｢霧深きエルベのほとり｣フロリアン&フィックス ｢ファニー・フィーリング｣（月組、1973年5月26日 - 6月28日 宝塚大劇場）(新人公演 カール) 本役 古城都
- ｢白い朝｣ (山本周五郎 作 ｢さぶ｣より) -  さぶ ｢ロマン・ロマンチック｣（月組、1974年1月31日 - 2月26日、宝塚大劇場）
- ｢秋扇抄｣ ｢ベルサイユのばら｣- フェルゼン （月組、1974年8月29日 - 9月26日、宝塚大劇場）
- ｢春鶯囀｣ - 豊秋 ｢ラビング・ユー｣（月組、1975年1月1日 - 1月30日、宝塚大劇場）
- ｢春の宝塚踊り｣ ｢ラムール・ア・パリ｣- ジュリアン （月組、1975年3月27日 - 5月12日、宝塚大劇場）
- ｢恋こそ我がいのち｣ (スタンダール 作 ｢赤と黒｣より) - ジュリアン ･ ソレル ｢イマージュ｣（月組、1975年10月2日 - 11月11日、宝塚大劇場）
- ｢スパーク&スパーク｣ ｢長靴をはいた猫｣ｰ ペローの童話より - ジャック（月組、1976年5月14日 - 6月22日、宝塚大劇場）

## テレビ出演
- 天下御免（1971年〜1972年、NHK総合テレビジョン）
- 破れ傘刀舟悪人狩り 第109話「地獄のひまわり」（1976年10月26日、NET / 三船プロダクション）- 歌吉(お歌)
- 破れ奉行 第19話「怨花 夜霧のお竜」（1977年8月9日、ANB / 三船プロダクション） - 簪のお竜
- 武田信玄（1988年1月10日〜1988年12月18日、NHK大河ドラマ）
- 信長 KING OF ZIPANGU（1992年1月5日〜 1992年12月13日、NHK大河ドラマ）
- 青春家族（1989年、NHK朝の連続ドラマ）
- 一枚の写真（1989年12月15日、フジテレビ）
- 歌のグランドステージ（NHK）
- 水曜日のダウンタウン（2015年1月7日、TBS）
- 剣客商売（2020年3月13日、フジテレビ）

## ディナーショー、コンサート
- 昭和53年「ホテルオークラ」
- 昭和55年「ホテルオークラ」
- 昭和57年「パレスホテルディナーショー」
- 昭和58年「パレスホテルディナーショー」4月、9月、12月
- 昭和59年「日生アクトレスディナーショー」1月「パレスホテルディナーショー」4月、6月、12月「東京プリンスホテルディナーショー」10月
- 昭和60年「パレスホテルディナーショー」1月、4月、9月、12月
- 昭和61年「パレスホテルディナーショー」1月、5月
- 昭和62年「ディナーショー」2月、3月、4月、6月
- 昭和63年「ディナーショー」3月、4月、12月
- 平成元年「大阪東京コンサート」5月、9月
- 平成2年「パレスホテルディナーショー」5月
- 平成3年「パレスホテルディナーショー」5月、6月、7月、8月
- 平成4年「パレスホテルディナーショー」4月、8月
- 平成5年「スパイラルホールディナーショー」4月、12月
- 平成6年「スパイラルホールディナーショー」4月、8月、12月
- 平成7年「スパイラルホールディナーショー」2月、7月
- 平成8年「京都チャリティーオンステージ」その他12月
- 平成9年「プリンスホテルディナーショー」1月、7月、8月、12月
- 平成10年「チャリティーショー」6月、8月、12月
- 平成11年「芸能生活35周年」コンサート・ディナーショー
- 平成12年「チャリティーコンサート」　「クリスマスディナーショー」
- 平成13年「チャリティーコンサート」　「サマーディナーショー」
- 平成14年「チャリティーコンサート」　「ディナーショー」「青山円形劇場　愛のサマードラマティックコンサート」
- 平成15年「チャリティーコンサート」　「ディナーショー」「青山円形劇場　愛のサマードラマティックコンサート」 「芸能生活40周年ディナーショー」
- 平成16年「帝国ホテルディナーショー」
- 平成17年「東京台場日航ホテルディナーショー」
- 平成18年「帝国ホテルディナーショー」（チャリティーコンサート）
- 平成19年「帝国ホテルディナーショー」（チャリティーコンサート）
- 平成20年「帝国ホテルディナーショー」（チャリティーコンサート）
- 平成21年「帝国ホテルディナーショー」（チャリティーコンサート）
- 平成23年「帝国ホテル　クリスマスディナーショー」（チャリティーコンサート）
- 平成24年「お台場・ホテル日航東京 ディナーショー」（チャリティーコンサート）「帝国ホテル　クリスマスディナーショー」（チャリティーコンサート）
- 平成25年「お台場・ホテル日航東京 ディナーショー」（チャリティーコンサート）芸能生活50周年「帝国ホテル　クリスマスディナーショー」（チャリティーコンサート）
- 平成26年「お台場・ホテル日航東京 ディナーショー」「帝国ホテル　クリスマスディナーショー」（チャリティーコンサート）
- 平成27年「お台場・ホテル日航東京 ディナーショー」「チャリティーコンサート」
- 平成28年「ヒルトン東京お台場 ディナーショー」
- 平成29年 ｢ヒルトン東京お台場ディナーショー｣
- 平成30年 ｢帝国ホテルディナーショー｣ ｢ヒルトン東京お台場ディナーショー｣
- 令和元年 ｢帝国ホテル芸能生活55周年記念ディナーショー｣
- 令和3年「帝国ホテルクリスマスディナーショー」